# Daniel Liam Parsons
Pour les articles homonymes, voir Parsons.
Daniel Liam Parsons, né le 27 juin 1977 à Thunder Bay (Canada), est un rameur canadien.
Il obtient la médaille de bronze olympique en 2008 à Pékin en quatre sans barreur poids léger.